# Discografia dei Secret Service
La pagina racchiude la discografia del gruppo pop svedese Secret Service.

## Album in studio
| Data | Titolo                   | Classifica         |
| ---- | ------------------------ | ------------------ |
| 1979 | Oh Susie                 | #1                 |
| 1981 | Ye Si Ca                 | Top 10 ; #34 ; #56 |
| 1982 | Cutting Corners          | Top 10 ; #7 ; #8   |
| 1984 | Jupiter Sign             | #25                |
| 1985 | When the Night Closes In |                    |
| 1987 | Aux Deux Magots          |                    |

## Compilation
| Data | Titolo                          | Classifica         |
| ---- | ------------------------------- | ------------------ |
| 1982 | Greatest Hits                   | Top 10 ; #27 ; #40 |
| 1987 | Spotlight                       |                    |
| 1998 | The Very Best of Secret Service |                    |
| 2000 | Top Secret                      |                    |
| 2007 | Greatest Hits                   |                    |

## Singoli
| Data | Titolo                                                           | Classifica                                         |
| ---- | ---------------------------------------------------------------- | -------------------------------------------------- |
| 1979 | Oh Susie / Give Me Your Love                                     | Top 10 ; Top 20 ; #1 , ; #4 ; #5 ; #7 ; #9         |
| 1979 | Ten'o Clock Postman / She Wants Me                               | Top 10 , ; #3                                      |
| 1979 | Ten'o Clock Postman / Hey Johnny                                 | #4 ,                                               |
| 1979 | Darling You're My Girl / Hey Johnny                              |                                                    |
| 1980 | Ye Si Ca / I Know                                                | Top 20 ; #1 ; #9 ; #10                             |
| 1980 | Ye Si Ca / Crossing a River                                      | #5 ; #17                                           |
| 1981 | L.A. Goodbye / Broken Hearts                                     | Top 10 ; #16 ; #11                                 |
| 1981 | Flash in the Night / Watching Julietta                           | Top 10 , ; Top 20 ; #1 ; #5 ; #6 ; #12 ; #23 ; #30 |
| 1982 | Cry Softly (Time is Mourning) / Fire Into Ice                    | Top 10 ; Top 20 ; #10 ; #45                        |
| 1982 | If I Try / Over Town                                             |                                                    |
| 1982 | Over Town / If I Try                                             |                                                    |
| 1982 | Dancing in Madness                                               | Top 10 ; Top 20 ; #10                              |
| 1983 | Jo-Anne, Jo-Anne / Flashback                                     | Top 20                                             |
| 1983 | Do It / Do It (Again)                                            | Top 5 ; #5 ; #22                                   |
| 1984 | Jupiter Sign / Love Cannot Be Wrong                              |                                                    |
| 1984 | How I Want You / Eyes Are Talking                                |                                                    |
| 1985 | Let Us Dance Just a Little Bit More / Don't Give Up the Night    |                                                    |
| 1985 | When the Night Closes in / Special Songs                         |                                                    |
| 1986 | Night City / Closer Every Day                                    |                                                    |
| 1987 | Say, Say / Turn to Me                                            |                                                    |
| 1987 | I'm So I'm So I'm So (I'm So in Love with You) / Aux Deux Magots |                                                    |
| 1988 | Don't You Know, Don't You Know / Like a Heartbeat                |                                                    |
| 1990 | Megamix / Say Say                                                |                                                    |

## Video musicali
- 1979 - Oh Susie
- 1981 - L.A. Goodbye
- 1982 - Flash in the Night
- 1984 - Do It
- 1984 - Jo-Anne Jo-Anne
- 1985 - When the Night Closes In[2]
- 1987 - I'm So, I'm So, I'm So
- 1987 - Say Say